# Giuliano Marrucci
Giuliano Marrucci (* 24. Dezember 1976 in Mirano) ist ein italienischer investigativer Journalist.

## Biografie
Marrucci wurde als Sohn von Enrico Marrucci, einem Abgeordneten der Kommunistischen Partei Italiens, in der Gemeinde Mirano geboren und zog 1984 als Kind nach Pisa. Hier machte er einen Abschluss am technischen Institut für soziale Aktivitäten „Chiara Gambacorti“ machen. 
Ende der 1990er Jahre, während seines Physikstudiums an der Universität Pisa, begann Marrucci als freiberuflicher Videojournalist in Indien Reportagen zu produzieren, da sein intellektuelles Hauptinteresse dem Prozess der „großen Rückkehr“ in der globale Szene der „asiatischen Giganten“ Indien und China war, und noch ist. Von 2005 bis 2022 war er einer der Autoren der beliebten investigativen Journalismussendung Report auf Rai 3. Seit 2010 arbeitet er außerdem für die Tageszeitung Il Fatto Quotidiano und seit 2011 für den Corriere della Sera.
Im Jahr 2021 war Marrucci einer der Gründer von OttolinaTV, einem Web-TV, das sich italienischen und internationalen aktuellen politischen und wirtschaftlichen Ereignissen sowie kulturellen Einblicken widmet.
Marrucci ist verheiratet und hat zwei Kinder.

## Werke
- Cemento rosso. Il secolo cinese mattone dopo mattone. Mimesis, Mailand 2017, ISBN 978-88-575-4275-1.

## Preise und Ehrungen
- Preise "Elio Botti – come acqua saliente", 2018. Für dem Report Goccia a goccia.